# ヘイスティングズ (ネブラスカ州)
ヘイスティングズ（英: Hastings）は、アメリカ合衆国ネブラスカ州の都市。アダムズ郡の郡庁所在地である。人口は2万5152人（2020年）。アダムズ郡とクレイ郡で構成されるヘイスティングズ小都市圏の中核である。1927年にエドウィン・パーキンスがクール・エイド（粉末清涼飲料水）を発明した場所として知られ、毎年8月にクール・エイドの日祭を開催して祝っている。フィッシャー噴水があることでも知られている。第二次世界大戦中、国内最大の海軍弾薬庫が運営されていた。アメリカ国立気象局予報事務所がそこにあり、中央ネブラスカ、南中部ネブラスカおよびカンザス州北中部6郡のために機能している。2007年6月24日、ヤフーの「アメリカにおける緑の多い都市競技会」で優勝した。

## 歴史
ヘイスティングズは1872年に、バーリントン・アンド・ミズーリ川鉄道とセントジョセフ・アンド・デンバー市鉄道の交差点に設立された。ヘイスティングズからグランドアイランドまで鉄道路線を建設したセントジョセフ・アンド・グランドアイランド鉄道のD・T・ヘイスティングズ大佐に因んで町の名前が付けられた。この地域はそれまで果てしない平原だった。1846年にドナー隊がカリフォルニアに向かう途中で通過しており、ヘイスティングズにあるパイオニアの墓地の碑銘には、タムゼン・ドナーの日誌から採られた「ブルー川とプラット川の間の土地は喩えようもないくらい美しい。これほど変化に富み、耕作に適した土地を見たことが無かった」という文章が記されている。1870年代、ヨーロッパからの移民を、宣伝されていた新州であるネブラスカに鉄道で連れてきた。ヘイスティングズ最初の開拓者はリバプールから来たイングランド人であり、直ぐに他のイングランド人、アイルランド人、ドイツ人、デンマーク人、ロシア系ドイツ人が加わった。
1872年から1880年、ヘイスティングズは好況の町となり、人口は2,800人にまで増えた。開拓者は先ず芝土の家、地下壕、掘っ立て小屋を建て、その後に家屋や店舗を建設した。市として1874年に法人化され、5年間続いた大郡庁所在地戦争の後の1878年9月、郡庁所在地がそれまでのジュニアタからヘイスティングズに移された。1879年に大火が起こり中心街の建物33軒が焼けた。町は1880年から1890年に耐火建材を使って再建された。アダムズ郡では最初に建築家として自立し、10年間市長も務めたチャールズ・C・リッテンハウスが多くを設計したビクトリア様式で装飾された計画的な再建だった。市は鉄道のお陰で金ぴか時代も大いに発展した。人口は13,500人にまでなった。この拡大期は1890年代におきた干ばつと農業不況によって終わった。市の人口は7,000人にまで半減し、15,000人に戻ったのは1930年になってからだった。
ヘイスティングズは1900年から1930年に再度成長の時代があり、そのことがクラフツマン、プレーリー、コロニアル復古調、アメリカン・フォースクエアといった様式で建設された建物に反映された。アーツ・アンド・クラフツ運動を主導した建築家がクロード・W・ウェイだった。市内には煉瓦工場が4つあり、1911年には州内でも煉瓦生産量の多い都市になっていた。舗装用煉瓦も生産した。この期間、ネブラスカの葉巻生産首都と呼ばれるようにもなっていた。最大の葉巻工場であるキップ・シガー・カンパニーは、1921年までにネブラスカ州で生産される手巻き葉巻の5分の1を生産するようになっていた。1925年には半分を生産し、数量では1,000万本になっていた。2つの大戦間で葉巻は紙巻きタバコに人気を奪われ、1930年代の世界恐慌の間は町の成長が再度止まった。
1942年海軍弾薬庫が建設され、爆発的な成長が始まった。1年間で人口は15,000人から23,000人にまで成長し、住宅が極めて不足したので、既存家屋の改修や、急速な新興住宅街の建設に繋がった。第二次世界大戦が終わると、弾薬庫の要員が減らされ、ヘイスティングズの成長時期は1950年で終わることになり、その後弾薬庫も閉鎖された。
今日、古くからの地区であるハートウェル・パークとセントラル・ヘイスティングズはアメリカ合衆国国家歴史登録財に指定されている。ヘイスティングズ交響楽団は、1907年に建設され国家歴史登録財にも指定されるシャトークア・パビリオンで公演を行っている。ヘイスティングズ・コミュニティ劇団は、1940年代の住宅不足時代に建設された元のスペンサー・パーク・スクールを使った公会堂で公演を行っている。しはこれら歴史ある建物を新しい用途に適用してきた。セントラル・コミュニティカレッジは、元海軍弾薬庫に使われた建物に入っている。1912年に建設されたリンカーン小学校は現在警察署になっている。1914年に建設され国家歴史登録財にも指定されるクラーク・ホテルは、高齢者用のホームであるケンジントンになっている。1940年代に労働者を主要するために建設された840戸の「ビレッジ」であるスペンサー・パークは、現在グッドサマリタン引退村になっている。

## 地理
ヘイスティングズは北緯40度35分21秒 西経98度23分30秒 / 北緯40.58917度 西経98.39167度 (40.589293, -98.391689)に位置している。アメリカ合衆国国勢調査局に拠れば、市域全面積は13.66平方マイル (35.38 km2)であり、このうち陸地13.48平方マイル (34.91 km2)、水域は0.18平方マイル (0.47 km2)で水域率は1.33%である。

## 人口動態

### 2010年国勢調査
以下は2010年国勢調査による人口統計データである。
| 基礎データ - 人口: 24,907 人 - 世帯数: 10,110 世帯 - 家族数: 6,160 家族 - 人口密度: 713.4 人/km2（1847.7 人/mi2） - 住居数: 10,847 軒 - 住居密度: 310.7軒/km2（804.7軒/mi2） 人種別人口構成 - 白人: 90.4% - アフリカン・アメリカン: 1.0% - ネイティブ・アメリカン: 0.5% - アジア人: 1.7% - 太平洋諸島系: 0.1% - その他の人種: 5.0% - 混血: 1.5% - ヒスパニック・ラテン系: 9.8% | 年齢別人口構成 - 18歳未満: 23.9% - 18-24歳: 12.4% - 25-44歳: 22.8% - 45-64歳: 25.1% - 65歳以上: 15.8% - 年齢の中央値: 37歳 - 性比（女性100人あたり男性の人口） - 総人口: 97.6 世帯と家族（対世帯数） - 18歳未満の子供がいる: 29.6% - 結婚・同居している夫婦: 46.2% - 未婚・離婚・死別女性が世帯主: 10.5% - 非家族世帯: 39.1% - 単身世帯: 32.7% - 65歳以上の老人1人暮らし: 14.3% - 平均構成人数 - 世帯: 2.35人 - 家族: 2.97人 |

### 2000年国勢調査
以下は2000年国勢調査による人口統計データである。
| 基礎データ - 人口: 24,064 人 - 世帯数: 9,610 世帯 - 家族数: 5,948 家族 - 人口密度: 945.2人/km2（2,448.5 人/mi2） - 住居数: 10,333 軒 - 住居密度: 405.9軒/km2（1,051.4 軒/mi2） 人種別人口構成 - 白人: 93.39% - アフリカン・アメリカン: 0.79% - ネイティブ・アメリカン: 0.42% - アジア人: 2.02% - 太平洋諸島系: 0.04% - その他の人種: 2.39% - 混血: 0.96% - ヒスパニック・ラテン系: 5.58% | 年齢別人口構成 - 18歳未満: 23.6% - 18-24歳: 12.8% - 25-44歳: 26.5% - 45-64歳: 20.5% - 65歳以上: 16.7% - 年齢の中央値: 36歳 - 性比（女性100人あたり男性の人口） - 総人口: 93.7 - 18歳以上: 90.1 世帯と家族（対世帯数） - 18歳未満の子供がいる: 29.6% - 結婚・同居している夫婦: 49.8% - 未婚・離婚・死別女性が世帯主: 9.2% - 非家族世帯: 38.1% - 単身世帯: 31.5% - 65歳以上の老人1人暮らし: 14.2% - 平均構成人数 - 世帯: 2.36人 - 家族: 2.98人 | 収入と家計 - 収入の中央値 - 世帯: 35,461米ドル - 家族: 44,688米ドル - 性別 - 男性: 29,633米ドル - 女性: 21,262米ドル - 人口1人あたり収入: 17,941米ドル - 貧困線以下 - 対人口: 10.0% - 対家族数: 5.6% - 18歳未満: 10.6% - 65歳以上: 6.7% |

## 交通
全国的旅客輸送鉄道であるアムトラックが、「カリフォルニア・ゼファー」列車を運行し、ヘイスティングズ駅に停車している。この列車は東のシカゴと、西のカリフォルニア州エメリービル、さらに湾を渡ってサンフランシスコとを繋いでいる。幹線道としては東西方向のアメリカ国道6号線と同34号線、南北方向の同281号線がある。市内のバーリントン・アベニューが南北方向のメインストリートである。北はアメリカ国道281号線に繋がる。州間高速道路80号線は北に約14マイル (23 km) の位置を東西に走っている。
ヘイスティングズ市民空港は市が所有運営している。

## 教育
市内には小学校が6校ある。最大の公立小学校はロングフェロー校である。ザイオン・ルーテランが幼稚園から8年生を教えている。2008年秋に開校した中学校がある。高校は公立のヘイスティングズ高校と、カトリック系のセントセシリア高校がある。町の直ぐ外にアダムズ・セントラル中高校がある。
ヘイスティングズ・カレッジは1882年に設立された私立教養系カレッジである。セントラル・コミュニティカレッジは2年制工業系カレッジであり、1966年から学生を受入れ、海軍弾薬庫の跡を使っている。

## フィッシャー噴水

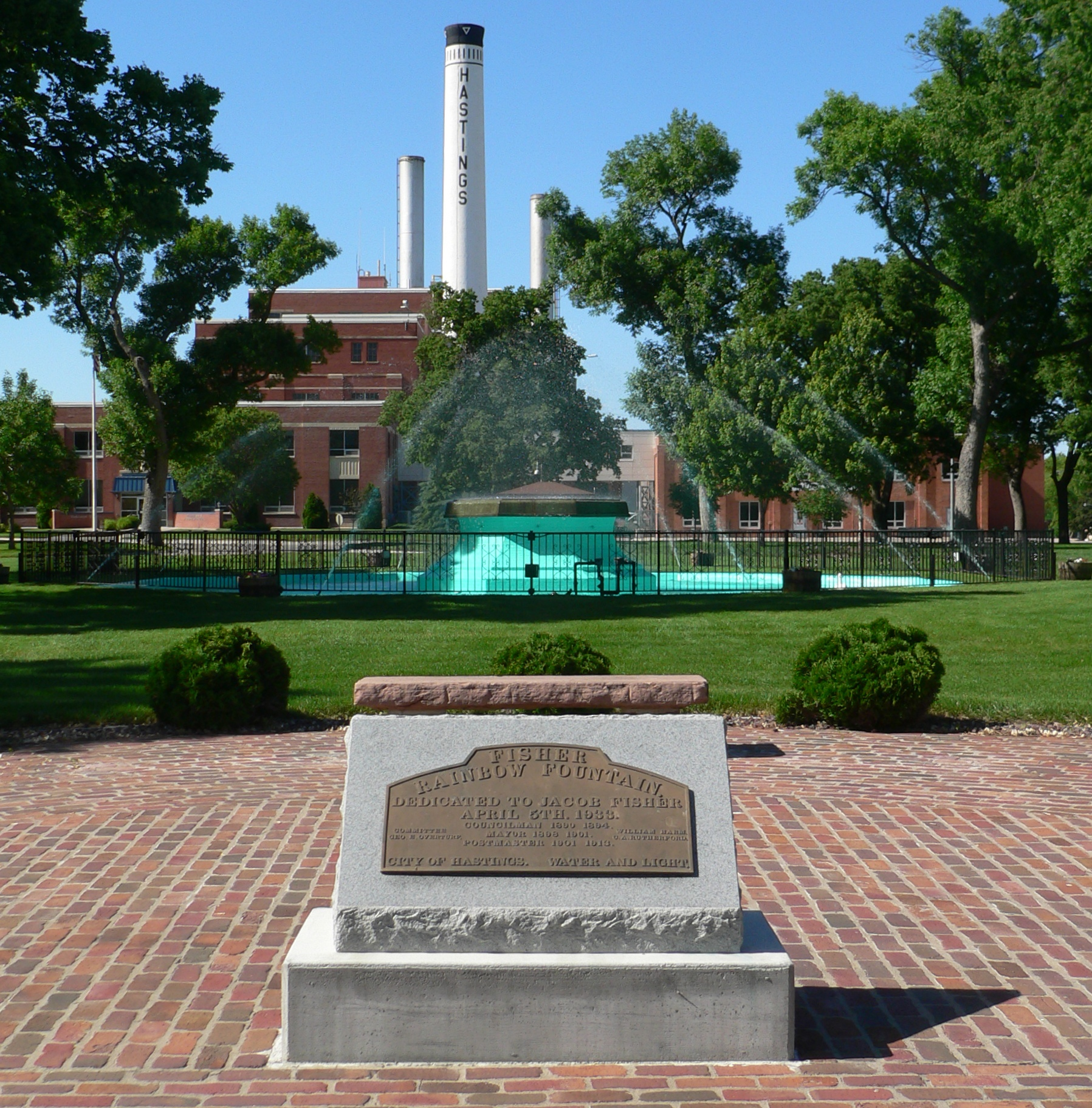
フィッシャー虹の噴水、背景にあるのはヘイスティングズ・ユーティリティ施設

ハイランド公園にあるジェイコブ・フィッシャー虹の噴水は、シカゴからデンバーの間では最大の噴水である。常に変化するパターンで放水しており、最大高さは67フィート (20 m) に達する。緑、黄、橙、赤、赤紫、青の灯りが様々に演出している。
フィッシャー噴水は当初1932年のアダムズ郡祭での一時的展示物であり、エレクトリック・ファウンテンと呼ばれた。エドワード・R・ハワードが考案し、世界恐慌やダストボウルの時代には希望の象徴になった。その人気の故に公園に移転されて恒久的なものになった。その名前を変えるためのコンペが学校生徒の間で行われ、虹の噴水とフィッシャーの噴水の2つが残って、それらが組み合わされた形で残った。フィッシャーとはジェイコブ・フィッシャー市長から採られたものだった。
フィッシャー噴水は1982年に改修されたが、1984年に荒し行為によりダイナマイトで爆破された。この破壊には住民の間から強い反応があった。その再建のために63,000ドルが集められ、1985年の母の日に新しい噴水が除幕された。

## ヘイスティングズ博物館
ヘイスティングズ自然および文化史博物館は、公共事業促進局が手当てした75,000ドルにより1939年に完成したアール・デコ調ビルである。1926年に博物館を設立したアルバート・ブルッキングが、インディアンの遺物、化石など多くの展示物を寄付し、さらに国内最大級の鳥の剥製コレクションを1946年に地下室に収めた。最近ではリード・スーパースクリーン劇場、マクドナルド・プラネタリウム、さらにアメリカシロヅルとカナダヅルのいる世界最大のジオラマなど地域の展示物を加えた。アダムズ郡歴史協会がこの博物館に入っている。

## 海軍弾薬庫
ヘイスティングズの南東、広さ49,000エーカー (200 km2) の地に建設された海軍弾薬庫は、1942年から1946年まで使用され、第二次世界大戦時のアメリカ海軍弾薬工場としては最大のものだった。2,200以上の構造物があり、資産価値は7,100万ドルあった。1945年には民間人6,692人を雇用し、125人の士官と1,800人の兵卒がいた。朝鮮戦争のときに再度利用されたが、1958年から1966年の間に使用されなくなり、現在はアメリカ合衆国農務省研究施設、州軍予備隊の訓練施設、産業団地、セントラル・コミュニティカレッジおよびゴルフ場1つが入っている。

## 公園とレクリエーション
市内には20の公園とレクリエーション施設がある。アクアコート水上公園、市立公会堂、ヘイスティングズ湖、シャトークァ・パビリオン、ダンカン・フィールド、パイオニア・スピリット・トレイル、スミス・ソフトボール場、ブリックヤード・パーク円形劇場、ハートウェル湖を運営し、レクリエーションと余暇の機会を提供している。

## メディア
市内の主要新聞は「ヘイスティングズ・トリビューン」であり、週6日発行されている。
KHAS-TVのスタジオが市内北部、アメリカ国号281号線沿いにある。

## 著名な出身者
- サンディ・デニス、舞台と映画の女優
- ニール・ヘフティ、ジャズ・トランペット奏者、作曲家